# Natuur- en milieueducatie
Natuur- en milieueducatie is een educatief vak op het gebied van natuur en milieu.
Natuur- en milieueducatie, vaak afgekort tot NME, betreft alle vormen van (systematische en planmatige) leeractiviteiten met betrekking tot natuur, ecologie, milieu, landschap en duurzaamheid. Vaak met als achterliggende gedachte dat bekendheid hiermee en kennis hiervan zal leiden tot meer betrokkenheid, respect, natuur- en milieuvriendelijk handelen en daarmee tot duurzaamheid en leefbaarheid van de samenleving.
De term wordt vaak gebruikt om 'binnenschoolse' educatie aan te duiden, met name in het basisonderwijs en voortgezet onderwijs, in de vorm van ecologische basisvorming (een van de kerndoelen van basisonderwijs in Nederland). Het betreft echter alle vormen van voorlichting, educatie, burgerparticipatie en communicatie voor een algemeen publiek, waarbij het gaat om natuur, landschap, erfgoed, leefomgeving, milieu, leefbaarheid en duurzaamheid. 
Middelen hiertoe zijn: bezoekerscentra, (natuur- en milieu-)educatieve centra, natuur(historische)-musea, campagnes, websites, geprinte media, tentoonstellingen, excursies et cetera.